# چلسی کلارک
چلسی کلارک (انگلیسی: Chelsea Clark؛ زاده ۵ مه ۱۹۹۸) یک بازیگر اهل کانادا است. برای بازی در نقش اسمه سانگ در دگراسی: کلاس بعدی شناخته می شود.
کلارک در دانشگاه تورنتو شرکت کرد. او در مسابقات قایق اژدها در سطح بین المللی شرکت کرده است.